# 定姒 (魯定公)
定姒（？—前495年），鲁定公的夫人，鲁哀公的母亲。
鲁定公十五年（前495年）七月壬申，鲁定公夫人姒氏卒。葬定姒。《春秋经》不称她为夫人，是因没有发讣告，也没有陪祀祖姑之庙。九月辛巳，安葬定姒。《春秋》不称她为小君，是因没按夫人的葬礼安葬。